# Lopušná

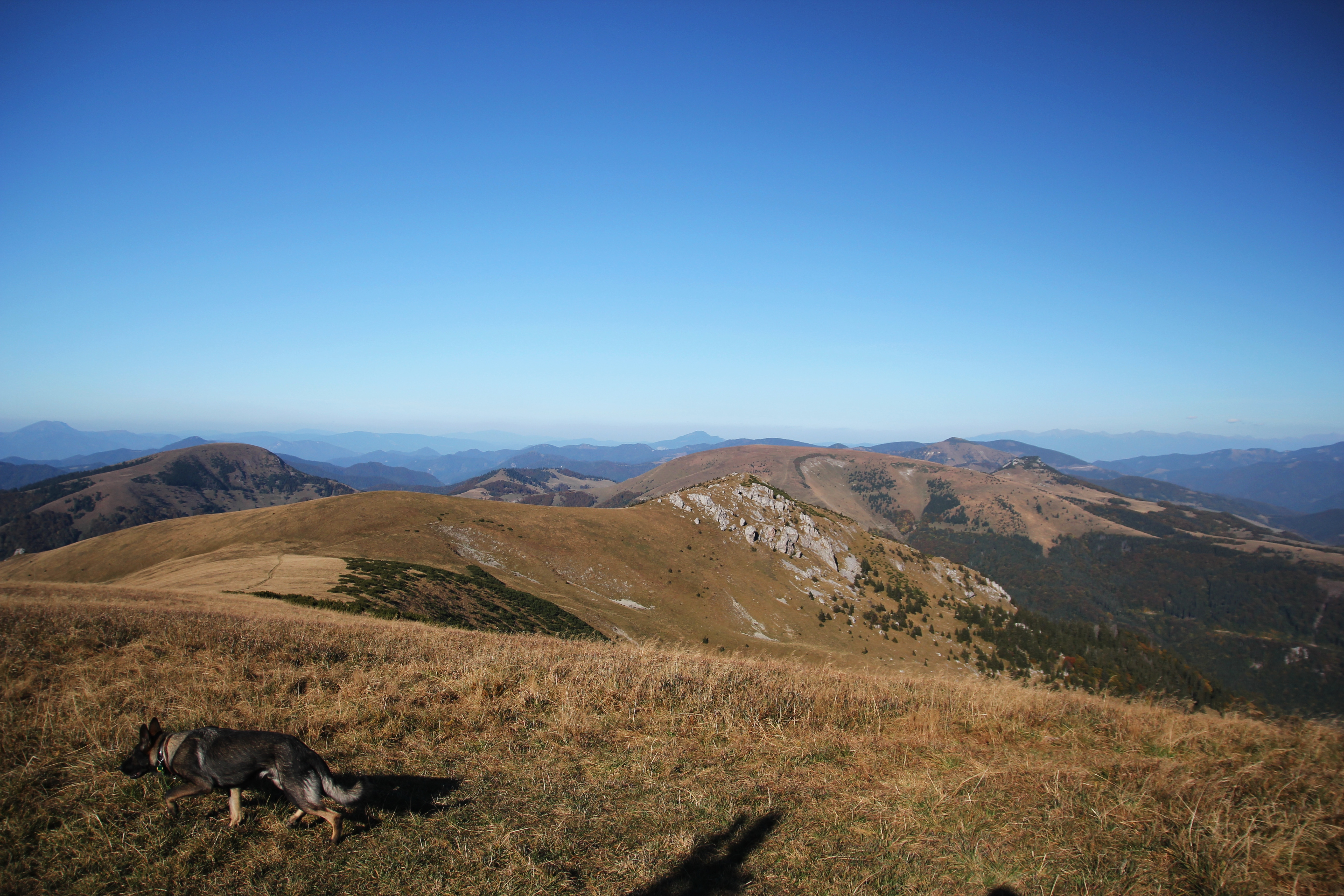
Przed skalistym Suchým vrchom górna część doliny Lopušnà

Lopušnà – dolina w Wielkiej Fatrze w Karpatach Zachodnich na Słowacji. Jest górnym odgałęzieniem Zelenej doliny.  Górą podchodzi pod główny grzbiet Wielkiej Fatry pomiędzy szczytami Ostredok (1596 m) i Suchý Vrch (1550 m). Lewe zbocza doliny tworzy krótki wschodni grzbiet Suchego vrchu, prawe wschodni grzbiet Ostredoka z dwuwierzchołkowym szczytem Ostré brdo. Dnem doliny spływa potok Lopušnà będący dopływem Revúcy. 
Dolina w górnej części jest trawiasta, w dolnej porośnięta lasem. Zbudowana jest z wapieni. Pas wapiennych skał ciągnie się tutaj przez Suchý vrch po Bielą skalę, podczas gdy okoliczne szczyty zbudowane są z margli. Na części dolinki utworzono rezerwat przyrody Suchý vrch.